# Solariella vera
Solariella vera là một loài small deepwater ốc biển, là động vật thân mềm chân bụng sống ở biển trong họ Solariellidae.